# Letlands Nationalbank
Letlands Nationalbank (lettisk: Latvijas Banka) er centralbanken i Letland.
Republikken Letland blev erklæret selvstændig 18. november 1918. En af de første regeringshandlinger var at beskrive, hvordan finansvæsenet skulle se ud og at definere landets valuta.
7. september 1922 blev centralbankloven vedtaget, og her fik Letlands bank retten til at udstede landets valuta. Samme år blev lats indført. Den erstattede lettiske rubler, så 50 rubler svarede til 1 lats.
Efter bruddet med Sovjetunionen i 1990-91 blev centralbankens position bekræftet ved to love; "Om bankerne" og "Om Letlands bank". Disse to love blev egentlig vedtaget i 1990 før bruddet med Sovjetunionen, men blev vedtaget på ny (bekræftede) i 1992. Lovene definerer centralbanken som en uafhængig, selvstændig centralbank med eksklusiv ret til at udstede penge, overvåge landets banknæring, udøve statens pengepolitik og forvalte statskassen.
Ifølge "Om Letlandsk bank" skal centralbankens bestyrelse bestå af en formand, en viceformand og 6 medlemmer.
Da Letland er medlem af EU, er også centralbanken medlem af ESCB – Det Europæiske System af Centralbanker og eurosamarbejdet. På denne måde har banken indflydelse på pengepolitikken og den økonomiske politik i både Letland og EU.
I lighed med det øvrige EU er hovedmålsætningen at undgå inflation. Dette er også i tråd med loven "Om Letlands bank". I tillæg skal centralbanken bidrage til makroøkonomiske vilkår, som bidrager til en bæredygtig økonomisk vækst, som er stabil over tid.
Centralbankchef er pr 1. november 2007 Ilmārs Rimšēvičs. Han har siddet på posten siden 2001.